# Lijst van schilderijen in het Rijksmuseum Amsterdam/La-Lm
Lijst van schilderijen in het Rijksmuseum Amsterdam met werken van schilders van wie de achternaam begint met de letters La t/m Lm. Vermeldingen in het grijs geven aan dat het werk geen deel meer uitmaakt van de collectie van het Rijksmuseum, bijvoorbeeld omdat het in bruikleen gegeven is aan een andere instelling of omdat het teruggegeven is aan de bruikleengever.
| Inventarisnummer | Toeschrijving                                               | Titel | Datering      | Afbeelding |
| ---------------- | ----------------------------------------------------------- | --- | ------------- | ---------- |
| SK-C-171         | Dirk Jan van der Laan                                       | Stadsgezicht in de winter | 1790-1813     |            |
| SK-A-771         | Nicolaes Lachtropius                                        | Stilleven met bloemen | 1667          |            |
| SK-A-1411        | Pieter van Laer                                             | De wijnoogst | Ca. 1630-1650 |            |
| SK-A-1945        | Pieter van Laer                                             | Een herder en wasvrouwen bij een bron | 1630-1637     |            |
| SK-C-1589        | Jan Lagoor                                                  | Boslandschap met rivier | 1645-1680     |            |
| SK-A-4873        | Jan Lagoor                                                  | Boslandschap met rivier | 1645-1680     |            |
| SK-A-1840        | Gerard de Lairesse                                          | Het laatste avondmaal | Ca. 1664-1665 |            |
| SK-A-615         | Gerard de Lairesse                                          | Granida en Daiphilo | Ca. 1665-1668 |            |
| SK-A-213         | Gerard de Lairesse                                          | Antiochus en Stratonice | 1671-1675     |            |
| SK-A-4259        | Gerard de Lairesse                                          | Allegorie op de dageraad | 1673-1677     |            |
| SK-C-382         | Gerard de Lairesse                                          | Caritas Zie Acht allegorische voorstellingen afkomstig van het plafond in het Leprozenhuis | Ca. 1675      |            |
| SK-C-382         | Gerard de Lairesse                                          | Saturnus Zie Acht allegorische voorstellingen afkomstig van het plafond in het Leprozenhuis | Ca. 1675      |            |
| SK-C-382         | Gerard de Lairesse                                          | Plutus Zie Acht allegorische voorstellingen afkomstig van het plafond in het Leprozenhuis | Ca. 1675      |            |
| SK-C-382         | Gerard de Lairesse                                          | Religio begunstigt Abondantia Zie Acht allegorische voorstellingen afkomstig van het plafond in het Leprozenhuis                                                                                               | Ca. 1675      |            |
| SK-C-382         | Gerard de Lairesse                                          | Fortitudo breidelt de zotheid Zie Acht allegorische voorstellingen afkomstig van het plafond in het Leprozenhuis                                                                                               | Ca. 1675      |            |
| SK-C-382         | Gerard de Lairesse                                          | Justitia Zie Acht allegorische voorstellingen afkomstig van het plafond in het Leprozenhuis | Ca. 1675      |            |
| SK-C-382         | Gerard de Lairesse                                          | Reliëf met de heilige Antonius de Heremiet door putti omzwermend Zie Acht allegorische voorstellingen afkomstig van het plafond in het Leprozenhuis                                                            | Ca. 1675      |            |
| SK-C-382         | Gerard de Lairesse                                          | Fortitudo Zie Acht allegorische voorstellingen afkomstig van het plafond in het Leprozenhuis | Ca. 1675      |            |
| SK-A-2115        | Gerard de Lairesse                                          | Het feestmaal van Cleopatra | Ca. 1675-1680 |            |
| SK-A-4174        | Gerard de Lairesse                                          | Allegorie op de Rijkdom | 1675-1683     |            |
| SK-A-4175        | Gerard de Lairesse                                          | Allegorie op de Milddadigheid | 1675-1683     |            |
| SK-A-4176        | Gerard de Lairesse                                          | Allegorie op de Kunsten | 1675-1683     |            |
| SK-A-4177        | Gerard de Lairesse                                          | Allegorie op de Wetenschappen | 1675-1683     |            |
| SK-A-4178        | Gerard de Lairesse                                          | Allegorie op de Roem | 1675-1683     |            |
| SK-A-1233        | Gerard de Lairesse                                          | Plafondschildering in vijf delen met als hoofdvoorstelling Diana en haar gezellinnen | Ca. 1676-1682 |            |
| SK-C-1706        | Gerard de Lairesse                                          | Bacchus en Ariadne | 1680          |            |
| SK-A-4210        | Gerard de Lairesse                                          | Selene en Endymion | Ca. 1680      |            |
| SK-A-211         | Gerard de Lairesse                                          | Odysseus bij Calypso | Ca. 1680      |            |
| SK-A-212         | Gerard de Lairesse                                          | Mercurius gelast Calypso om Odysseus te laten vertrekken | Ca. 1680      |            |
| SK-A-4213        | Gerard de Lairesse                                          | Italiaans landschap met herderspaar | 1687          |            |
| SK-A-4214        | Gerard de Lairesse                                          | Italiaans landschap met drie musicerende vrouwen | 1687          |            |
| SK-A-4215        | Gerard de Lairesse                                          | Italiaans landschap met twee Romeinse soldaten | 1687          |            |
| SK-A-4216        | Gerard de Lairesse                                          | Italiaans landschap met drie vrouwen op de voorgrond | 1687          |            |
| SK-A-2826        | George Lance                                                | Red Cap | 1857          |            |
| SK-A-625         | Landsberghs                                                 | Portret van een man uit de familie Balguerie | 1719          |            |
| SK-A-4129        | Giovanni Lanfranco                                          | De profeet Elia in de woestijn door een engel gewekt | 1624-1625     |            |
| SK-A-5066        | Toegeschreven aan Chris Lanooy                              | Abstract-futuristische compositie | Ca. 1912      |            |
| SK-A-1624        | Willem Joseph Laquy                                         | De keuken | Ca. 1760-1771 |            |
| SK-A-2320-A      | Willem Joseph Laquy                                         | Drieluik met allegorie op het kunstonderwijs | Ca. 1770      |            |
| SK-A-2320-B      | Willem Joseph Laquy                                         | Drieluik met allegorie op het kunstonderwijs | Ca. 1770      |            |
| SK-A-2320-C      | Willem Joseph Laquy                                         | Drieluik met allegorie op het kunstonderwijs | Ca. 1770      |            |
| SK-A-4894        | Willem Joseph Laquy                                         | Galante scène in een keukeninterieur | 1780-1798     |            |
| SK-A-3461        | Nicolas de Largillière                                      | Portret van een vrouw, volgens traditie Marie-Louise Elisabeth d'Orléans, duchesse de Berry, als Flora | 1690-1740     |            |
| SK-C-406         | Toegeschreven aan Nicolaes Lastman en Adriaen van Nieulandt | Schutters van het vendel van kapitein Abraham Boom en luitenant Oetgens van Waveren | 1625          |            |
| SK-A-1359        | Pieter Lastman                                              | Het offer van Abraham | 1612          |            |
| SK-A-2354        | Pieter Lastman                                              | De offerstrijd tussen Orestes en Pylades | 1614          |            |
| SK-A-1533        | Pieter Lastman                                              | Christus en de vrouw uit Kanaän | 1617          |            |
| SK-A-1073        | Jacobus Johannes Lauwers                                    | Een vrouw bij een waterput | 1799          |            |
| SK-A-728         | Thomas Lawrence                                             | Portret van Willem Ferdinand Mogge Muilman | 1800          |            |
| SK-C-1649        | Thomas Lawrence                                             | Portret van Maria Mathilda Bingham met twee van haar kinderen | Ca. 1810-1818 |            |
| SK-A-5022        | Bart van der Leck                                           | Compositie | 1918          |            |
| SK-A-5018        | Bart van der Leck                                           | Compositie | Ca. 1919      |            |
| SK-A-752         | Anthonie Leemans                                            | Stilleven met een exemplaar van De Waere Mercurius, een nieuwsblad over Tromp's overmeestering van drie Engelse schepen op 28 juni 1639, en een gedicht over de schoenmaker die het werk van Apelles misprijst | 1655          |            |
| SK-A-1946        | Johannes Leemans                                            | Stilleven met jachtgerei | 1670-1686     |            |
| SK-C-523         | Johannes Leemans                                            | Stilleven met jachtgerei | 1678          |            |
| SK-A-4111        | Willem van Leen                                             | Stilleven met bloemen en vruchten | 1780-1810     |            |
| SK-A-3922        | Charles Leickert                                            | Winter op het IJ voor Amsterdam | 1850          |            |
| SK-A-3084        | Charles Leickert                                            | De oude poort | Ca. 1850-1880 |            |
| SK-A-1074        | Charles Leickert                                            | Wintergezicht | 1867          |            |
| SK-A-2856        | Adriaan de Lelie                                            | Portret van Jan Nieuwenhuyzen | 1780-1806     |            |
| SK-A-4929        | Adriaan de Lelie                                            | Portret van Hendrick de Hartog | 1790          |            |
| SK-A-4122        | Adriaan de Lelie                                            | De kunstgalerij van Josephus Augustinus Brentano | Ca. 1790-1800 |            |
| SK-A-2294        | Adriaan de Lelie                                            | De koekenbakster | Ca. 1790-1810 |            |
| SK-C-1639        | Adriaan de Lelie                                            | Voordracht over de anatomie door Andreas Bonn voor het departement der Tekenkunde van Felix Meritis | 1792          |            |
| SK-A-4100        | Adriaan de Lelie                                            | De kunstgalerij van Jan Gildemeester Jansz. | 1794-1795     |            |
| SK-A-2231        | Adriaan de Lelie                                            | Generaal Daendels neemt afscheid van luitenant-kolonel Krayenhoff | 1795          |            |
| SK-A-1075        | Adriaan de Lelie                                            | Morgenbezoek | 1796          |            |
| SK-C-588         | Adriaan de Lelie                                            | De regenten van het Nieuwezijds Huiszittenhuis | 1799          |            |
| SK-C-539         | Adriaan de Lelie                                            | De inwijding van het gebouw van Felix Meritis, 31 oktober 1788 | Ca. 1800-1801 |            |
| SK-C-538         | Adriaan de Lelie                                            | De tekenzaal van de Maatschappij Felix Meritis | 1801          |            |
| SK-A-1355        | Adriaan de Lelie                                            | Portret van Jonkheer Gijsbert Carel Rutger Reinier van Brienen van Ramerus met zijn vrouw en vier van hun kinderen                                                                                             | 1804          |            |
| SK-C-589         | Adriaan de Lelie                                            | De regenten van het Oudezijds Huiszittenhuis | 1806          |            |
| SK-C-537         | Adriaan de Lelie                                            | De beeldenzaal van de Maatschappij Felix Meritis | 1807          |            |
| SK-A-5084        | Adriaan de Lelie                                            | Portret van Jan Daniël Huichelbos van Liender, Petronella van Liender en Adriana Reepmaker in een Engelse ijzergieterij                                                                                        | 1808          |            |
| SK-A-5013        | Adriaan de Lelie                                            | Portret van de familie van Adrianus Bonebakker met Dirk L. Bennewitz | 1809          |            |
| SK-C-1829        | Adriaan de Lelie                                            | Portret van Josephus Augustinus Brentano in zijn schilderijenkabinet | 1813          |            |
| SK-A-1541        | Adriaan de Lelie                                            | Portret van Barend Klijn Barendsz. | 1813          |            |
| SK-A-2234        | Adriaan de Lelie                                            | Portretten van Gerrit Verdooren en Wilhelmina Maria Haack | 1814-1820     |            |
| SK-A-2235        | Adriaan de Lelie                                            | Portretten van Gerrit Verdooren en Wilhelmina Maria Haack | 1814-1820     |            |
| SK-A-3098        | Adriaan de Lelie                                            | Portret van Cornelis Sebille Roos | 1815          |            |
| SK-A-3787        | Toegeschreven aan Adriaan de Lelie                          | Portret van Pieter Gerardus van Overstraten Zie Portrettengalerij van de gouverneurs-generaal van Nederlands-Indië                                                                                             | 1802-1810     |            |
| SK-A-3789        | Toegeschreven aan Adriaan de Lelie                          | Portret van Albertus Henricus Wiese Zie Portrettengalerij van de gouverneurs-generaal van Nederlands-Indië | 1805-1810     |            |
| SK-A-1454        | Cornelis Lelienbergh                                        | Stilleven met specht en snippen | 1655          |            |
| SK-A-1455        | Cornelis Lelienbergh                                        | Stilleven met papegaai en snippen | 1655          |            |
| SK-A-1710        | Cornelis Lelienbergh                                        | Stilleven met zwarte haan en twee konijnen | 1659          |            |
| SK-A-1741        | Cornelis Lelienbergh                                        | Stilleven met haas en zwarte haan | 1659          |            |
| SK-A-3832        | Atelier van Peter Lely                                      | Portret van George Monk, eerste hertog van Albemarle | 1650-1700     |            |
| SK-A-3099        | Navolger van Mathieu Lenain                                 | De dobbelaars | 1630-1680     |            |
| SK-C-1346        | Andrea di Leone                                             | De marskramers | 1635-1650     |            |
| SK-C-1685        | Nicolas Bernard Lépicié                                     | Jongen met een tekenboek | 1772          |            |
| SK-A-1823        | Eugène Modeste Edmond Lepoittevin                           | Herdersjongen | 1840-1870     |            |
| SK-A-2402        | Jacobus Leveck                                              | Portret van een man | 1672          |            |
| SK-A-1691        | Aertgen van Leyden                                          | De roeping van Sint-Antonius | Ca. 1530      |            |
| SK-A-3480        | Toegeschreven aan Aertgen van Leyden                        | De opwekking van Lazarus | Ca. 1520      |            |
| SK-A-4751-A      | Toegeschreven aan Aertgen van Leyden                        | De opwekking van Lazarus | Ca. 1520      |            |
| SK-A-4751-B      | Toegeschreven aan Aertgen van Leyden                        | De opwekking van Lazarus | Ca. 1520      |            |
| SK-A-3903        | Toegeschreven aan Aertgen van Leyden                        | De heilige Hieronymus in zijn studeercel bij kaarslicht | Ca. 1520-1530 |            |
| SK-A-1386        | Jan van Leyden                                              | De Hollanders steken Engelse schepen in brand tijdens de tocht naar Chatham, 20 juni 1667 | 1667-1669     |            |
| SK-C-1770        | Lucas van Leyden                                            | Drieluik met het laatste oordeel | 1526-1527     |            |
| SK-A-3841        | Lucas van Leyden                                            | De dans om het gouden kalf | Ca. 1530      |            |
| SK-A-3739        | Toegeschreven aan Lucas van Leyden                          | Maria met kind | Ca. 1530      |            |
| SK-A-1483        | Naar Lucas van Leyden                                       | Christus met doornenkroon en De maagd Maria | Ca. 1557-1600 |            |
| SK-A-1484        | Naar Lucas van Leyden                                       | Christus met doornenkroon en De maagd Maria | Ca. 1557-1600 |            |
| SK-A-4260        | Trant van Lucas van Leyden                                  | Salome met het hoofd van Johannes de Doper | Ca. 1550-1600 |            |
| SK-C-291         | Hendrik Leys                                                | Zeventiende-eeuws binnenhuis | 1838          |            |
| SK-A-1685        | Judith Leyster                                              | De vrolijke drinker | 1629          |            |
| SK-A-2326        | Judith Leyster                                              | De serenade | 1629          |            |
| SK-C-1380        | Toegeschreven aan Girolamo dai Libri                        | Vrouw staande aan de waterkant | 1520-1530     |            |
| SK-A-3967        | Toegeschreven aan Girolamo dai Libri                        | Vrouw staande aan de waterkant | 1520-1530     |            |
| SK-A-854         | Naar Abraham Liedts                                         | Portret van Pieter Florisse | 1650-1720     |            |
| SK-A-1563        | Willem Adriaan Alexander Liernur                            | Schevenings binnenhuis | 1887          |            |
| SK-A-5031        | Cornelis Lieste                                             | Avondstemming met herder | Ca. 1855      |            |
| SK-C-1779        | Jan Lievens                                                 | Pilatus wast zijn handen in onschuld | Ca. 1626      |            |
| SK-A-4702        | Jan Lievens                                                 | Lezende oude vrouw | 1626-1633     |            |
| SK-C-1598        | Jan Lievens                                                 | Portret van Rembrandt | Ca. 1628      |            |
| SK-A-4096        | Jan Lievens of Rembrandt                                    | Simson en Delila | Ca. 1628      |            |
| SK-C-1467        | Jan Lievens                                                 | Portret van Constantijn Huygens | Ca. 1628-1629 |            |
| SK-A-4090        | Jan Lievens                                                 | Stilleven met boeken Rijksmuseum | Ca. 1630      |            |
| SK-A-1627        | Jan Lievens                                                 | Simson en Delila | 1630-1635     |            |
| SK-A-838         | Jan Lievens                                                 | Portretten van Maerten Harpertsz. Tromp en Cornelia Teding van Berkhout | 1640-1653     |            |
| SK-A-839         | Jan Lievens                                                 | Portretten van Maerten Harpertsz. Tromp en Cornelia Teding van Berkhout | 1640-1653     |            |
| SK-A-612         | Jan Lievens                                                 | Allegorie op de vrede | 1652          |            |
| SK-A-1660        | Jan Andrea Lievens                                          | Portret van Engel de Ruyter | 1667-1680     |            |
| SK-A-1661        | Jan Andrea Lievens                                          | Portret van Jan van Gelder | 1668          |            |
| SK-A-221         | Hendrik van Limborch                                        | Spelende putti | 1700-1720     |            |
| SK-A-1607        | Hendrik van Limborch                                        | Zelfportret | 1708          |            |
| SK-A-219         | Hendrik van Limborch                                        | Twee pastorales | 1714-1715     |            |
| SK-A-220         | Hendrik van Limborch                                        | Twee pastorales | 1714-1716     |            |
| SK-A-4843        | Jan van der Linde                                           | Landschapje met boerin | 1874-1945     |            |
| SK-C-172         | Johannes Lingelbach                                         | De terugkomst van de jacht | 1650-1674     |            |
| SK-A-222         | Johannes Lingelbach                                         | Italiaanse haven | 1650-1674     |            |
| SK-A-224         | Johannes Lingelbach                                         | De rijschool | 1650-1674     |            |
| SK-A-225         | Johannes Lingelbach                                         | Legerplaats | 1650-1674     |            |
| SK-A-227         | Johannes Lingelbach                                         | Landweg met jager en landlieden | 1650-1674     |            |
| SK-A-700         | Johannes Lingelbach                                         | Landschap met ruiters, jagers en landlieden | 1650-1674     |            |
| SK-A-2327        | Johannes Lingelbach                                         | Italiaans landschap met figuren | 1650-1674     |            |
| SK-C-1388        | Johannes Lingelbach                                         | De opgang naar het Kapitool met de schimmel van de nieuw gekozen paus | 1650-1674     |            |
| SK-A-3973        | Johannes Lingelbach                                         | De opgang naar het Kapitool met de schimmel van de nieuw gekozen paus | 1650-1674     |            |
| SK-C-1223        | Johannes Lingelbach                                         | Karel II, koning van Engeland, op het landgoed Wema aan de Rotte tijdens zijn reis van Rotterdam naar Den Haag op 25 mei 1660                                                                                  | 1650-1674     |            |
| SK-A-226         | Johannes Lingelbach                                         | Italiaans marktplein met kiezentrekker | 1651          |            |
| SK-C-1224        | Johannes Lingelbach                                         | Het vertrek van Karel II, koning van Engeland, vanaf Scheveningen op 2 juni 1660 | 1660-1674     |            |
| SK-A-223         | Johannes Lingelbach                                         | Italiaanse haven met vestingtoren | 1664          |            |
| SK-A-48          | Johannes Lingelbach en Jan Looten                           | Bosweg | 1650-1674     |            |
| SK-A-1076        | Lambertus Lingeman                                          | Eene conferentie | 1870          |            |
| SK-A-1077        | Jacobus Linthorst                                           | Stilleven met vruchten | 1808          |            |
| RP-T-1969-498    | Carel Adolph Lion Cachet                                    | Jongenskop met rood haar | 1874-1945     |            |
| SK-A-5039        | Jean-Étienne Liotard                                        | Hollands meisje aan het ontbijt | Ca. 1756      |            |
| SK-A-4155        | Naar Jean-Étienne Liotard                                   | Portret van Willem Bentinck van Rhoon | 1755-1756     |            |
| SK-A-2656        | Heet(te) Jean-Étienne Liotard                               | Naïef of karikaturaal portret van Jean-Etienne Liotard op ongeveer 54-jarige leeftijd | Ca. 1752-1800 |            |
| SK-A-3030        | Trant van Filippino Lippi                                   | Portret van een jonge man | 1750-1850     |            |